# Gustaf Andersson (skolman)

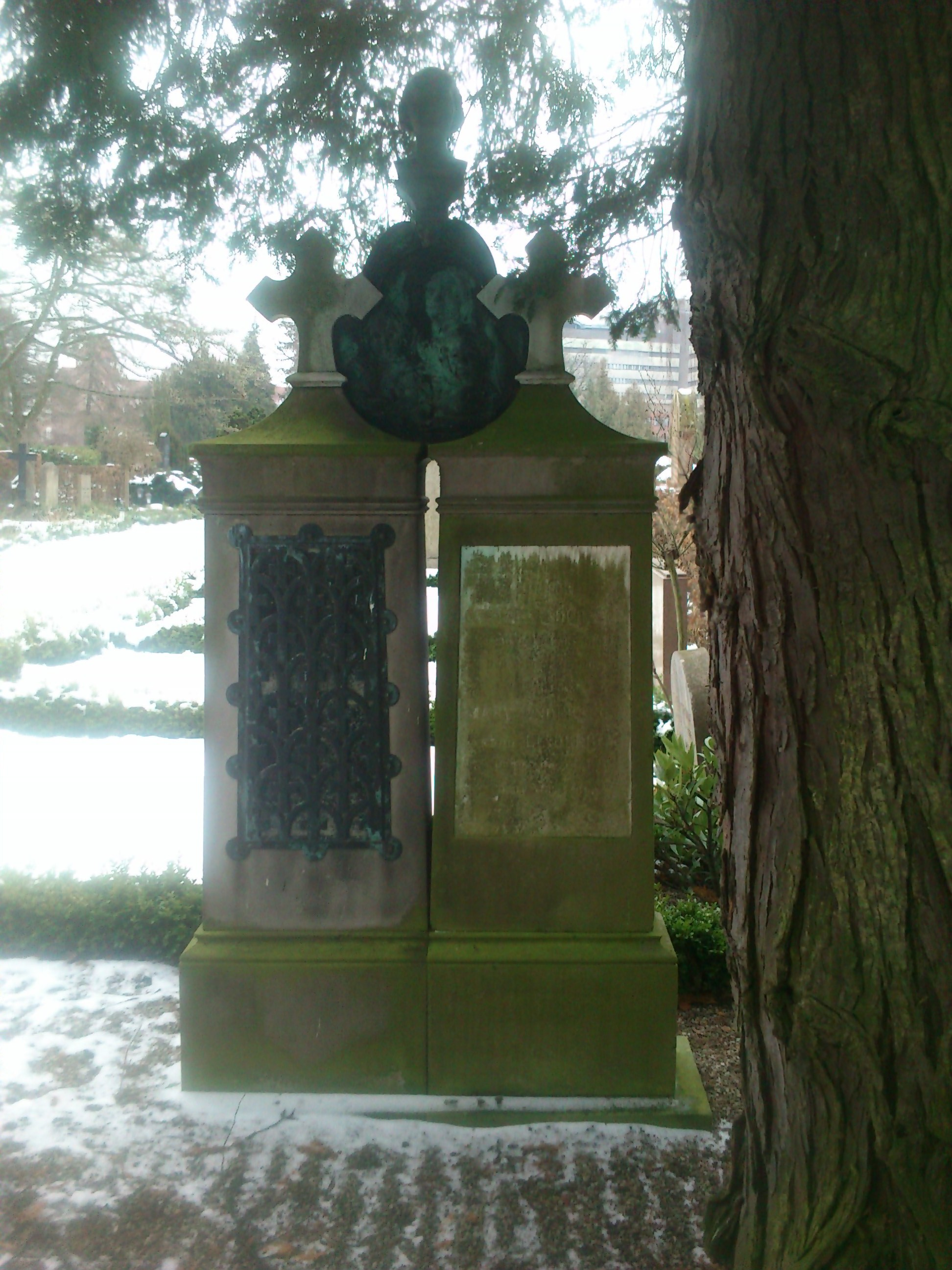
Lektor Gustaf Anderssons gravsten.

Gustaf Andersson, född den 29 mars 1812 i Helsingborg, död den 18 april 1864 i Lunds domkyrkoförsamling, Lund
, var en svensk skolman och urkundsutgivare.

## Biografi
Andersson var lektor i latin vid Lunds katedralskola och blev tillförordnad rektor 1863. Han utgav ur Trolle-Ljungbyarkivets rika samlingar Gudmund Jöran Adlerbeths Historiska anteckningar (3 band 1856–1857), valda aktstycken från olika epoker under titeln Handlingar ur v. Brikmanska archivet (2 band 1859–1865) samt Gustav III:s brev till Carl Axel Wachtmeister och Ulric Gustaf Franc (1860).
Gustav Andersson och hans hustru Mary ligger begravda på Norra kyrkogården i Lund.